# Giovanni dei Porcari
Giovanni dei Porcari († 1486) war ein italienischer römisch-katholischer Bischof.
Porcari stammte aus einem Adelsgeschlecht aus Acerenza. Der Kleriker der Diözese Acerenza und Doktor des Kirchenrechts wurde am 27. August 1481 zum Bischof von Lacedonia ernannt.